# Berényi Ottó

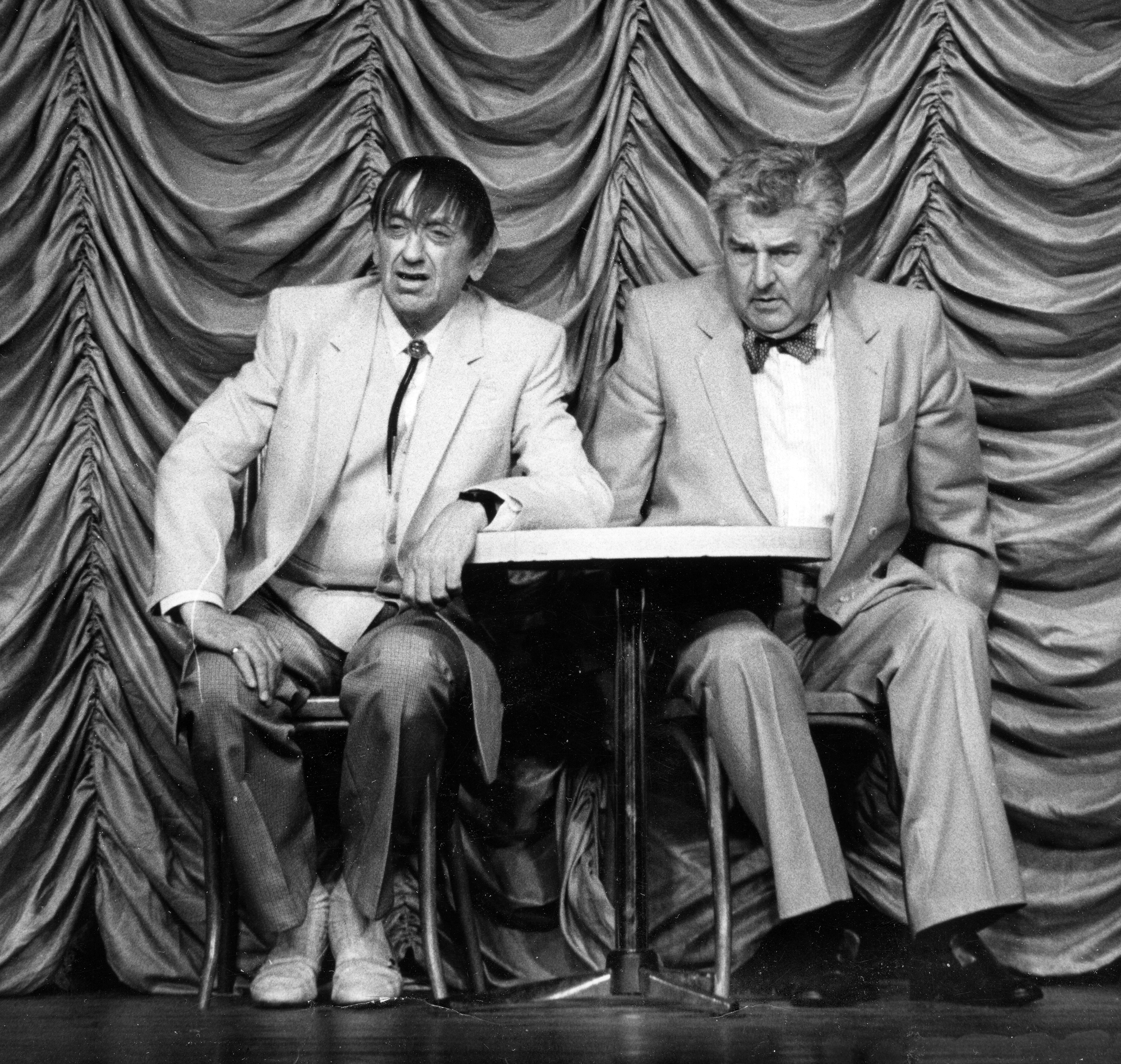
Hacsek (Kibédi Ervin) és Sajó (kabaréjelenet)

Berényi Ottó (Budapest, 1926. október 20. – Budapest? 2015. január 23.) magyar színész.

## Pályafutása
1950-ben kezdte pályáját a Pécsi Nemzeti Színházban, majd 1952-ben az Állami Déryné Színház tagja lett. Diplomáját a Színiakadémián szerezte 1954-ben, 1963-tól a Vidám Színpadnál, majd a későbbi Centrál Színházban játszott egészen nyugdíjazásáig. Vígjátékokban, kabarékban, paródiákban és esztrádműsorokban szerepelt, a Hacsek és Sajó párosból Sajót alakította.

## Fontosabb színpadi szerepei
- Damis (Molière: Tartuffe)
- Szotyori (Bárány P.–Payer A.–S. Nagy István: A szülő is ember)
- Minden kegy elkelt? (kabaré)
- Csapos (Eisemann Mihály: Fiatalság, bolondság, Vidám Színpad, 1993.)

## Filmszerepei
- 1991 – Csapd le csacsi!
- 1989 – A kis cukrászda
- 1984 – A három Pestőr
- 1984 – Kölcsönlakás
- 1983 – Az áldozat visszatér
- 1982 – Róza néni elintézi
- 1981 – Rest Miska
- 1981 – A hiba nem az almában van
- 1980 – Családban marad
- 1978 – Mire a levelek lehullanak...
- 1978 – Második otthonunk: A munkahely
- 1978 – Második otthonunk: Az áruház
- 1978 – Naftalin
- 1977 – Földünk és vidéke
- 1975 – Lili bárónő
- 1974 – Gräfin Mariza (Peter)
- 1968 – A veréb is madár (főpincér)

## Szinkronszerepei

### Film
| Év   | Cím                                                          | Szereplő         | Színész         | Szinkron éve |
| ---- | ------------------------------------------------------------ | ---------------- | --------------- | ------------ |
| 1960 | A szép Antonio                                               | további szereplő | –               | 1980         |
| 1966 | A bűntény majdnem sikerült                                   | Rendőrfelügyelő  | –               | 1969         |
| 1966 | Egymillió karátos ötlet, avagy a Róka nyomában (1. szinkron) | Michael O'Reilly | Timothy Bateson | 1978         |
| 1975 | Monte Cristo grófja (1. szinkron)                            | Pap              | Piero Gerlini   | 1983         |
| 1978 | Ki öli meg Európa nagy konyhafőnökeit? (1. szinkron)         | további szereplő | –               | 1980         |
| 1986 | Mesék a hó alatt                                             | Páfrány (hang)   | Jiří Císler     | 1990         |
| 1987 | Játékos végzet                                               | további szereplő | –               | 1991         |

### Televízió
| Év   | Cím                       | Szereplő         | Színész (hang) | Szinkron éve |
| ---- | ------------------------- | ---------------- | -------------- | ------------ |
| 1973 | Münchausen báró kalandjai | további szereplő | –              | 1983         |
| 1979 | Bob és Bobek              | további szereplő | –              | 1983–1984    |